# Arno J. L. Bayer
Arno J. L. Bayer (* 11. November 1930; † 10. Dezember 2012) war ein deutscher Architekt.

## Leben

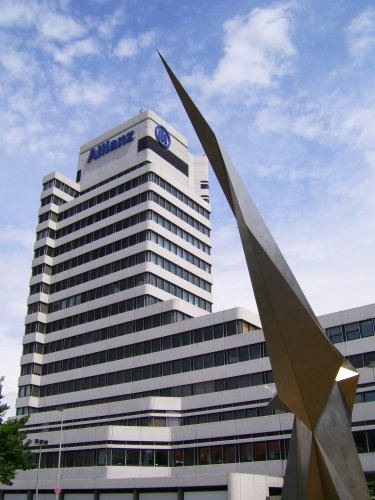
Mit dem Allianz-Hochhaus in Hannover, hier hinter einer Skulptur der Skulpturenmeile, hinterließ Bayer ein städtebaulich markantes Gebäude in der niedersächsischen Landeshauptstadt

Arno J. L. Bayer war nahezu ein halbes Jahrhundert Mitglied im Bund Deutscher Architekten, zeitweilig auch ehrenamtlicher Vorsitzender des Landesverbandes Niedersachsen. Zuletzt lebte er im bayerischen Ingenried.

## Bauten (unvollständig)
- 1958: Aufstockung des um 1860 von Conrad Wilhelm Hase errichteten Apothekenhauses in Hannover, Postkamp 16 (unter Denkmalschutz)[4][5]
- 1964: Gymnasium Herschelschule Hannover, Großer Kolonnenweg (gemeinsam mit Harald Leonhardt)[6]
- 1972: Haus und Büro des Architekten, Hannover
- 1971–1973: Allianz-Hochhaus in Hannover[7]
- 1987: Erweiterungsbau für das Amtsgericht Hannover, Volgersweg / Augustenstraße[8]